# Devrouze
Devrouze est une commune française située dans le département de Saône-et-Loire, en région Bourgogne-Franche-Comté.

## Géographie
Devrouze fait partie de la Bresse louhannaise.

### Climat
Pour des articles plus généraux, voir Climat de la Bourgogne-Franche-Comté et Climat de Saône-et-Loire.
En 2010, le climat de la commune est de type climat océanique dégradé des plaines du Centre et du Nord, selon une étude du Centre national de la recherche scientifique s'appuyant sur une série de données couvrant la période 1971-2000. En 2020, Météo-France publie une typologie des climats de la France métropolitaine dans laquelle la commune est exposée à un climat semi-continental et est dans la région climatique Bourgogne, vallée de la Saône, caractérisée par un bon ensoleillement (1 900 h/an), un été chaud (18,5 °C), un air sec au printemps et en été et des vents faibles.
Pour la période 1971-2000, la température annuelle moyenne est de 11 °C, avec une amplitude thermique annuelle de 17,7 °C. Le cumul annuel moyen de précipitations est de 934 mm, avec 11,6 jours de précipitations en janvier et 7,6 jours en juillet. Pour la période 1991-2020, la température moyenne annuelle observée sur la station météorologique de Météo-France la plus proche, « Bragny sur Saône », sur la commune de Bragny-sur-Saône à 19 km à vol d'oiseau, est de 12,3 °C et le cumul annuel moyen de précipitations est de 845,9 mm. 
La température maximale relevée sur cette station est de 40,3 °C, atteinte le 24 juillet 2019 ; la température minimale est de −12,9 °C, atteinte le 5 février 2012,,.
Les paramètres climatiques de la commune ont été estimés pour le milieu du siècle (2041-2070) selon différents scénarios d'émission de gaz à effet de serre à partir des nouvelles projections climatiques de référence DRIAS-2020. Ils sont consultables sur un site dédié publié par Météo-France en novembre 2022.

## Urbanisme

### Typologie
Au 1er janvier 2024, Devrouze est catégorisée commune rurale à habitat très dispersé, selon la nouvelle grille communale de densité à sept niveaux définie par l'Insee en 2022.
Elle est située hors unité urbaine et hors attraction des villes,.

### Occupation des sols
L'occupation des sols de la commune, telle qu'elle ressort de la base de données européenne d’occupation biophysique des sols Corine Land Cover (CLC), est marquée par l'importance des territoires agricoles (88 % en 2018), une proportion sensiblement équivalente à celle de 1990 (88,1 %). La répartition détaillée en 2018 est la suivante : terres arables (51,2 %), zones agricoles hétérogènes (31,3 %), forêts (12 %), prairies (5,5 %). L'évolution de l’occupation des sols de la commune et de ses infrastructures peut être observée sur les différentes représentations cartographiques du territoire : la carte de Cassini (XVIIIe siècle), la carte d'état-major (1820-1866) et les cartes ou photos aériennes de l'IGN pour la période actuelle (1950 à aujourd'hui).

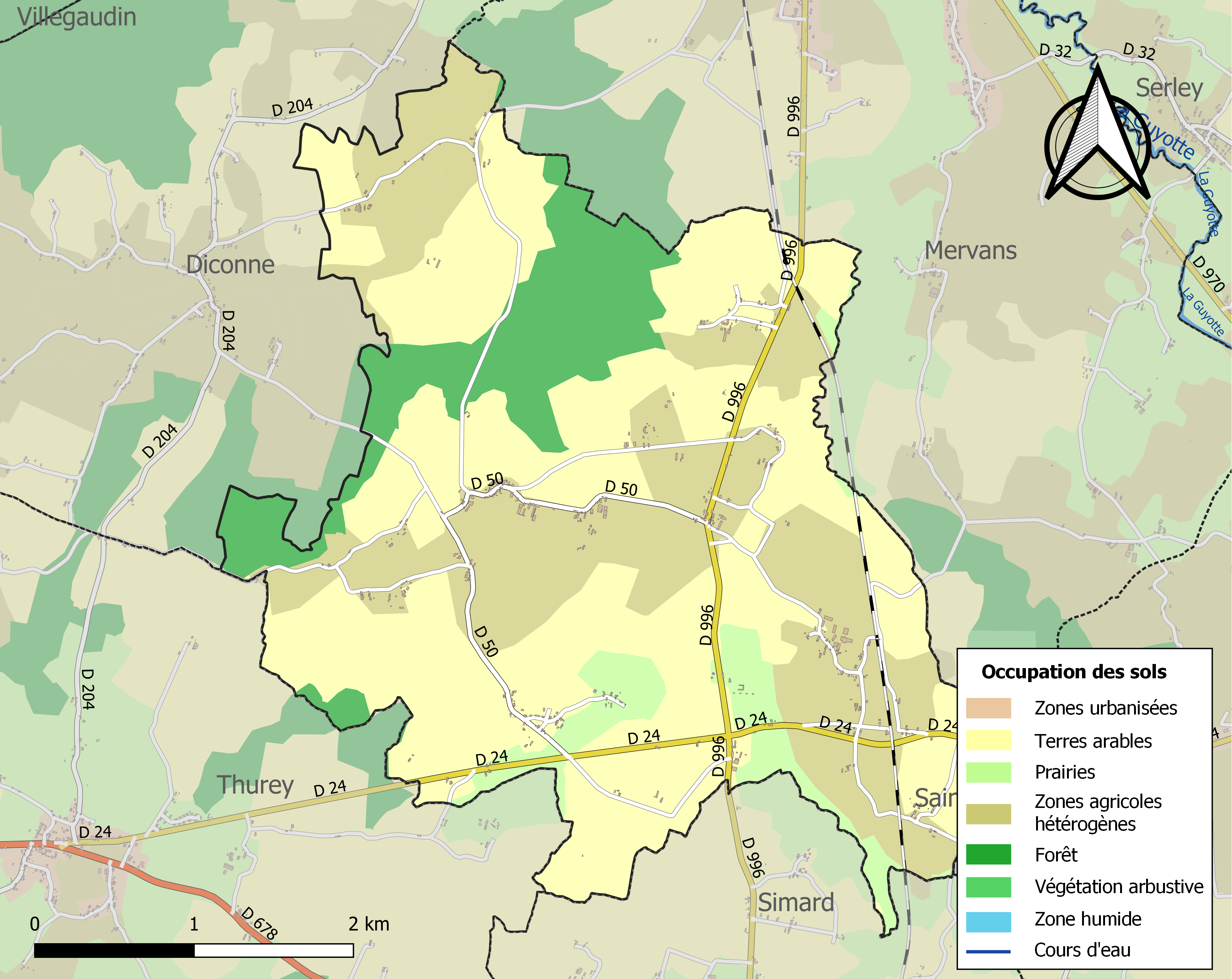
Carte des infrastructures et de l'occupation des sols de la commune en 2018 (CLC).

## Histoire
La terre de Devrouze faisait autrefois partie de la baronnie de Mervans. Cette terre passa à divers propriétaires, à Monsieur de Scorailles puis à l'abbé Claude Fyot en 1679. Au XVIIIe siècle, elle fut englobée dans le marquisat de la Marche.

## Politique et administration

### Tendances politiques et résultats

#### Élections présidentielles
Le village de Devrouze place en tête à l'issue du premier tour de l'élection présidentielle française de 2017, François Fillon (LR) avec 29,56 % des suffrages. Mais lors du second tour, Emmanuel Macron (LaREM) est en tête avec 51,49 %.

#### Élections législatives
Le village de Devrouze faisant partie de la quatrième circonscription de Saône-et-Loire, place lors du 1er tour des élections législatives françaises de 2017, Stéphane Gros (LR) avec 25 % des suffrages. Mais lors du second tour, il s'agit de Cécile Untermaier (PS) qui arrive en tête avec 50,62 % des suffrages.
Lors du 1er tour des élections législatives françaises de 2022, Cécile Untermaier (PS), députée sortante, arrive en tête avec 35,78 % des suffrages comme lors du second tour, avec cette fois-ci, 58,88 % des suffrages.

#### Élections départementales
Le village de Devrouze faisant partie du canton de Pierre-de-Bresse place le binôme d'Aline Gruet (DVD) et Sébastien Jacquard (DVD), en tête, dès le 1er tour des élections départementales de 2021 en Saône-et-Loire avec 48,72 % des suffrages. Lors du second tour, les habitants décideront de placer de nouveau le binôme d'Aline Gruet (DVD) et Sébastien Jacquard (DVD), en tête, avec cette fois-ci, près de 68,48 % des suffrages. Devant l'autre binôme menée par Ghislaine Fraisse (RN) et Bertrand Rouffiange (DVD) qui obtient 31,52 %. Il est important de souligner une abstention record lors de ces élections qui n'ont pas épargné le village de Devrouze avec lors du premier tour 61,40 % d'abstention et au second, 55,81 %.

### Liste des maires de Devrouze
| Période                                  | Période   | Identité        | Étiquette | Qualité                                                      |
| ---------------------------------------- | --------- | --------------- | --------- | ------------------------------------------------------------ |
| mars 2001                                | mars 2014 | Maurice Meunier | droite    | Président de la communauté de communes Saint-Germain-du-Bois |
| mars 2014                                | mai 2020  | Guy Limoges     | droite    |                                                              |
| mai 2020                                 | En cours  | Sabine Doms     | inconnu   |                                                              |
| Les données manquantes sont à compléter. |           |                 |           |                                                              |

## Démographie
L'évolution du nombre d'habitants est connue à travers les recensements de la population effectués dans la commune depuis 1793. Pour les communes de moins de 10 000 habitants, une enquête de recensement portant sur toute la population est réalisée tous les cinq ans, les populations de référence des années intermédiaires étant quant à elles estimées par interpolation ou extrapolation. Pour la commune, le premier recensement exhaustif entrant dans le cadre du nouveau dispositif a été réalisé en 2006.

En 2022, la commune comptait 328 habitants, en évolution de +5,81 % par rapport à 2016 (Saône-et-Loire : −1,06 %, France hors Mayotte : +2,11 %).
| 1793 | 1800 | 1806 | 1821 | 1831 | 1836 | 1841 | 1846 | 1851 |
| ---- | ---- | ---- | ---- | ---- | ---- | ---- | ---- | ---- |
| 900  | 897  | 965  | 904  | 976  | 858  | 819  | 811  | 800  |

| 1856 | 1861 | 1866 | 1872 | 1876 | 1881 | 1886 | 1891 | 1896 |
| ---- | ---- | ---- | ---- | ---- | ---- | ---- | ---- | ---- |
| 808  | 789  | 802  | 796  | 767  | 800  | 793  | 825  | 807  |

| 1901 | 1906 | 1911 | 1921 | 1926 | 1931 | 1936 | 1946 | 1954 |
| ---- | ---- | ---- | ---- | ---- | ---- | ---- | ---- | ---- |
| 783  | 796  | 785  | 694  | 685  | 643  | 588  | 575  | 527  |

| 1962 | 1968 | 1975 | 1982 | 1990 | 1999 | 2006 | 2011 | 2016 |
| ---- | ---- | ---- | ---- | ---- | ---- | ---- | ---- | ---- |
| 510  | 435  | 341  | 305  | 275  | 251  | 273  | 314  | 310  |

| 2021 | 2022 | - | - | - | - | - | - | - |
| ---- | ---- | - | - | - | - | - | - | - |
| 323  | 328  | - | - | - | - | - | - | - |

## Vie locale

### Culte
Devrouze est rattachée à la paroisse de la Sainte-Trinité-en-Bresse, créée en 2000, qui compte 23 bourgs (et dont le siège se trouve à Saint-Germain-du-Bois).

## Culture locale et patrimoine

### Lieux et monuments
Est à voir à Devrouze :
- l'église Saint-Martin, qui résulte d'une reconstruction à la place d'un édifice antérieur (église bâtie entre 1860 et 1863 selon des plans dressés en 1858 par l’architecte départemental André Berthier de Mâcon)[23].

### Personnalités liées à la commune
Parmi les personnalités attachées à l'histoire de Devrouze figure :
- Maurice Blanchot (1907-2003), romancier.

### Héraldique
| Blason de Devrouze | Blason  | D'azur à un lion d'argent à dextre et à un chêne d'or à senestre ; au chef parti au I d'azur semé de fleurs de lys d'or et à la bordure componée d'argent et de gueules, au II bandé d'or et d'azur et à la bordures de gueules. |
| Blason de Devrouze | Détails | Le statut officiel du blason reste à déterminer. |

## Pour approfondir